# تونس (شلب)

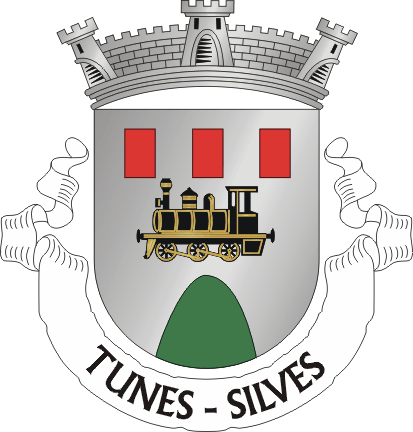
شعار تونس (البرتغال)

تونس إحدى أبرشيات محافظة شلب بالبرتغال. تبلغ مساحتها 12,13 كم² ويسكنها 2,022 نسمة (2001).
يأكد بعض المؤرخين أن هذه المدينة كانت في الأصل مستقر مجموعة من أصيلي مدينة تونس بشمال أفريقيا، ومن هنا كانت التسمية.